# Мисаил (епископ Псковский)
Епископ Мисаил — епископ Русской православной церкви, первый епископ Псковский и Изборский (1589—1592).

## Биография
С января 1580 года — архимандрит Новгородского Юрьева монастыря.
На его имя дана жалованная грамота от царя Фёдора Ивановича в 1585 году.
Как архимандрит Юрьева монастыря присутствовал на Соборе 1589 года, учредившем патриаршество на Руси.
В апреле 1589 года хиротонисан во епископа Псковского и Изборского. В Псков Мисаил приехал из Москвы 1 мая 1589 года.
Скончался 21 апреля 1592 года во время мора. Был похоронен предположительно в Троицком соборе.